# Сніг, чай і кохання
Сніг, чай і кохання (Zapada, Ceai si Dragoste) — румунська науково-фантастична комедія 2021 року, знята режисером Каталіном Бугеном за сценарієм Андреаса Петреску. Це перша науково-фантастична комедія, знята в Румунії.

## Про фільм
Троє друзів через невдалу ситуацію потрапляють у в'язницю.
Там вони планують втечу і за допомогою місцевого мафіозі їм вдається втекти — лише для того, щоб підготувати наступне пограбування.
Але до його рук потрапляє зілля із дійсно дивними наслідками, тому все ускладнюється.
Також на кону стоїть гігантський діамант вартістю 20 мільйонів доларів.

## Знімались
| Актор            | Роль |
| ---------------- | ---- |
| Моніка Ангел     |      |
| Флорін Бусуйок   |      |
| Паула Чіріла     |      |
| Анка Дініку      |      |
| Андреас Петреску |      |
| Доріан Попа      |      |
| Ангел Попеску    |      |
| Ралука           |      |
| Левент Салі      |      |
| Космін Селеші    |      |
| Кармен Тенасе    |      |